# 岩崎俊一 (コピーライター)
岩崎 俊一（いわさき しゅんいち、1947年7月7日 - 2014年12月20日）は日本のコピーライター。

## 略歴・人物
京都府で生まれる。同志社大学文学部心理学科在籍時に専攻していたゼミの教授のツテで、同科卒業後に大毎広告社へ入社。1972年、本格的にコピーライターとしての研鑽を積むべく東京へ移り、レマン、マドラなどの広告制作プロダクションでの勤務を経て、1979年に独立、「岩崎俊一事務所」を設立する。
企業並びに、商品の新聞広告・CF広告のためのキャッチコピー（タグライン）、ボディコピーを多く手掛けると共に、受賞歴は、TCC賞、ACC賞、ギャラクシー大賞、読売広告大賞、朝日広告賞、毎日広告デザイン賞、日経広告賞、カンヌ国際広告賞など多数。
全てのコピーを生み出す際、「コピーは、作るものではなく、見つけるもの」という考え方で臨んだという。
2014年12月20日死去。67歳没。

## キャッチコピー
下記他多数。
- サントリー
  - 一度、ふられてらっしゃい。（サントリーオールド）※太地喜和子がCFに出演。
  - 苦労させて、あげましょか。（同上）
  - テレビは娯楽。ここは極楽。（同上）
  - あなたに会えた、お礼です。（ギフトCM）※鹿賀丈史がCFに出演。
  - さしあげたのは、時間です。（同上）※小林薫がCFに出演。
  - バケーションを、ありがとう。（同上）
- 資生堂
  - つくりたくて、つくりたくて、つくりました。（ミネラルウォーターのシャンプー）※鈴木杏樹と本木雅弘がCFに出演。
  - 髪は弱いものと考える。（スーパーマイルドシャンプー）※小泉今日子がCFに出演。
  - 美しい50歳がふえると、日本は変わると思う。（アクテアハート）
- 西武百貨店
  - ひとの、幸。（ギフトキャンペーン広告、1982年）
  - 会う、贅沢。（同上）
  - 各人停車。（同上）
  - 夏は、交差点。（同上）
- セゾン生命保険
  - 負けても楽しそうな人には、ずっと勝てない。
  - 自分の欠点を人と一緒に笑えるのは、その人の長所です。
- ソニー
  - 君の前で歌いたい。僕の前で聴いてくれ。（リバティ）※ウィリー・ネルソンがCFに出演。
  - 聴こえてくるのは、いのちです。（ディスクマン）
  - 音楽を聴いている。ぼくは生きている。（ウォークマン）
  - カメラは手に聞いて、つくれ。（企業）
- トヨタ自動車
  - 仕事は人を幸せにできる。（トヨタ・ウィンダム）
  - 21世紀に間に合いました。（トヨタ・プリウス）
  - 微笑むプレミアム。（レクサス）
- トンボ鉛筆
  - トンボが動いている。人が、何かを生み出している。
  - 人は、書くことと、消すことで、書いている。
  - ロケットも、文房具から生まれた。
- 明治屋
  - 父は1日に1度だけ甘い時間を残した。（Myジャム）
  - ベストセラーより、ロングセラーを。（同上）
- その他
  - 毎日ビールを飲んだ。それでも渇いていた。（キリンビール）
  - さ、世代コータイ。（KDDI）
  - 英語を話せると、10億人と話せる。（ジオス）
  - 木と生きる幸福。（住友林業）
  - 街の財産、でもある。（積水ハウス - イズ・ステージ）
  - 私は父です。私には健康が必要です。（ゼリア新薬工業 - ゼリアス）
  - 朝、めざめたら、疲れていた。何の為の睡眠だったのだろう。（タケダ - アリナミンA）
  - ミゼットを飼おう。（ダイハツ - ミゼットII）
  - 人生は、冬ではなく、春で終わりたい。（東京海上日動サミュエル - 介護付高齢者住宅「ヒルデモア」）
  - がんばる人の、がんばらない時間。（ドトールコーヒー）
  - あなたがいてくれて、ありがとう。（日本財団）※篠原涼子がCFに出演。
  - 人は、貧しいという理由で死んではいけない。（日本フォスター・プラン協会）
  - ひとりを愛せる日本へ。（日本郵政グループ）
  - 年賀状は、贈り物だと思う。（日本郵便）
  - おとなから幸せになろう。（長谷工コーポレーション - ブライトンホテル）
  - 少女は無口になった。夏の終わりだった。（パルコ）
  - お味噌は、からだと生きていく。（マルコメ）
  - 父は、君が好きです。ただ、それだけです。（MIKI HOUSE）
  - やがて、いのちに変わるもの。（ミツカン）
  - かじっていたのは、夢でした。（明治製菓 - ミルクチョコレート発売70周年広告）※今井美樹がCFに出演。
  - 今日を愛する。（LION）

## 著書
単著
- 幸福を見つめるコピー - 東急エージェンシー 2009年7月 ISBN 978-4884971113
- 大人の迷子たち - 東急エージェンシー 2014年10月 ISBN 978-4331518786

共著
- ひとつ上のプレゼン。 - 眞木準編 インプレス 2005年3月 ISBN 978-4844320807（新装2012年2月 ISBN 978-4844331605）
- ひとつ上のアイディア。 - 眞木準編 インプレス 2005年11月 ISBN 978-4844321880（新装2012年2月 ISBN 978-4844331612）
- ひとつ上のチーム。 - 眞木準編 インプレス 2006年11月 ISBN 978-4844323303（新装2012年2月 ISBN 978-4844331629）
- 広告コピーの教科書 11人のプロフェッショナルの仕事から伝える - 誠文堂新光社 2015年1月 ISBN 978-4416113189